# Саркисян, Габриэл Эдуардович
Габриэль Эдуардович Саргиссян (арм. Գաբրիել Սարգսյան; род. 3 сентября 1983, Ереван) — армянский шахматист, международный гроссмейстер (2002), трёхкратный призёр командного чемпионата Европы (2007, 2015, 2023), победитель командного чемпионата мира (2011) и трёхкратный победитель Шахматных Олимпиад (2006, 2008, 2012) в составе сборной Армении.
Г. Саргиссян — чемпион мира до 14 лет (1996), двукратный чемпион Армении (2000 и 2003), победитель международных турниров в Рейкьявике и Дубае (2006).

## Турнирные достижения
В составе армянской команды трижды становился победителем шахматной олимпиады: в Турине (2006), в Дрездене (2008) и в Стамбуле (2012). За первый успех был награждён медалью Мовсеса Хоренаци,
за второй — медалью «За заслуги перед Отечеством» первой степени, за 3-й — Орденом почёта.
В марте 2007 года победил на турнире в Зафре (Испания) с результатом 6,5 очков из 7, опередив ближайших соперников (Р. Пономарёв, К. Сашикиран, И. Соколов) на полтора очка.
В октябре 2007 года в составе испанского клуба «Linex Magic» стал победителем Кубка европейских клубов.
В декабре 2008 года был признан лучшим спортсменом Армении 2008 года.
В феврале 2019 года Саркисян выиграл чемпионат ОАЭ по блицу (к соревнованию были допущены ряд спортсменов без паспорта ОАЭ и без «спортивного гражданства» этой страны).
В мае 2019 года выиграл турнир «Al Batayih Chess Tournament - Ramadan2019» в ОАЭ. 
В декабре 2019 года завоевал золотую медаль чемпионата Европы по быстрым шахматам, прошедшего в Эстонии. 
В 2022 году стал серебряным призёром индивидуального чемпионата Европы, уступив немецкому гроссмейстеру Матиасу Блюбауму лишь по дополнительным показателям.

## Изменения рейтинга
| Графики недоступны из-за технических проблем. См. информацию на Фабрикаторе и на mediawiki.org. |

## Награды
- Орден Почёта (10 сентября 2012 года) — за блестящую победу команды на Всемирной шахматной олимпиаде, состоявшейся в Стамбуле в 2012 году, за отстаивание чести Родины на международной арене и за достойное представление Армении перед миром[14].
- Медаль «За заслуги перед Отечеством» I степени (26 ноября 2008 года) — за блестящую победу, достигнутую на Всемирной шахматной олимпиаде, за отстаивание спортивной чести Родины, за достойное представление Армении на международной арене, а также за содействие развитию шахмат в Республике Армения[15].
- Медаль Мовсеса Хоренаци (2006 год).
- «Серебряный крест» Союза армян России — за выдающееся достижение - победу на Всемирной шахматной Олимпиаде 2006г. в Турине[16].